# Alexander von Spaen

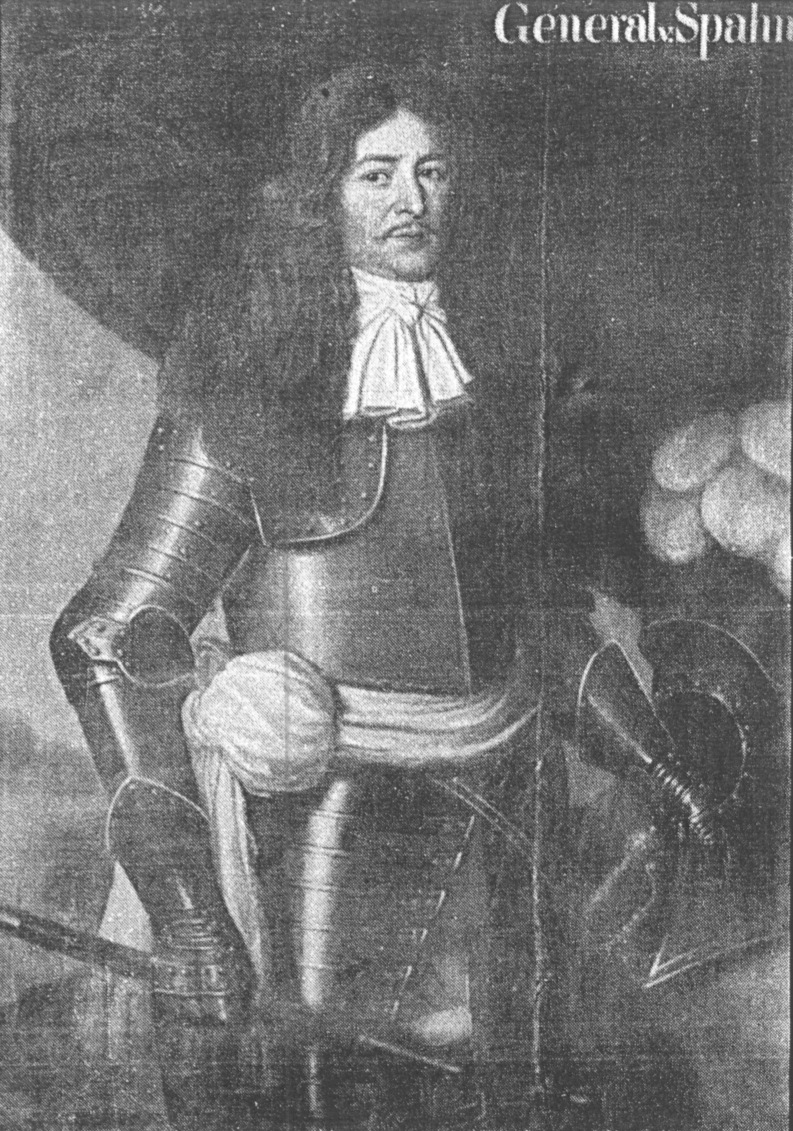
Alexander von Spaen

Alexander von Spaen (* 14. Januar 1619 in Kranenburg; † 23. Oktober 1692 in Kleve) war ein kurbrandenburgischer Generalfeldmarschall.

## Familie
Alexander von Spaen wurde als Sohn des mehrfachen Gutsbesitzers Wolter von Spaen und dessen Frau Agnes von Schimmelpenninck von der Oye auf dem elterlichen Gut Kreuzfurth im klevischen Kranenburg geboren.
Er war drei Mal verheiratet. Zuerst mit Henriette von Arnheim († 4. August 1671). Aus dieser Ehe entstammen folgende Kinder:
- Wolter Zeger (1655–1655)
- Lowisa (1657–1733) ⚭ Diederich Georg von Heyden († 1706), klevisch-märkischer Justizrat
- Agnes Judith (1658–1731)

⚭ 1679 Daem Sigismund von Pflugk († 1683), kursächsischer Hofmarschall
⚭ 1689 Hans Felix von Schwerin (1647–1689), Obrist
⚭ 1698 Carl de L’Ostange († 1703), Obrist
- Mechtel Katrin (1660–1728), Äbtissin zu Bedbur
- Amalia Charlotta (1661–1731) ⚭ Friedrich von Schomberg (1640–1700), Sohn des Heerführers Friedrich von Schomberg
- Friedrich Wilhelm (* 28. Februar 1667; † 14. Februar 1735) Landdrost von Kleve und Drost von Orsoy ⚭ Johanna Elisabeth Adelheid Freiin von der Reck zu Horst (* 1675; † 19. Oktober 1711)
- Alexander Bernhard, preußischer General (* 24. Dezember 1669; † 11. Dezember 1745) ⚭ Johanna von Laer (* 1. März 1679; † 2. November 1705)
- Dorothea († 1679)
- Florentina Anna ⚭ 1681 Diedrich von Wylich-Diesfort († 6. September 1709), Drost zu Bislich
- Henrietta
- Henrietta Walravia († 1672)

Danach heiratete er Johanna Dorothea Quadt von Wyckerath-Soppenbroich († 4. September 1676). Aus dieser Ehe entstammen folgende Tochter:
- Hendrietta Johanna (* 1675; † 30. Juni 1717) ⚭ Jacob Walrave von der Heyden genannt Rynch (* 1658; † 18. November 1737), klevischer Landkommissar

Nachdem auch sie gestorben war, heiratete er Dorothea von Flemming, die Witwe des Diplomaten Otto von Schwerin. Diese Ehe blieb kinderlos. Aus seinen Ehen gingen insgesamt zwölf Kinder hervor.

## Leben
Seine berufliche Laufbahn begann Alexander von Spaen als Page des Prinzen von Oranien und wurde schon bald darauf Leutnant der holländischen Garden in der Kompanie von Henri de La Tour d’Auvergne, vicomte de Turenne. Gemeinsam mit seinem Bruder, Jakob von Spaen, erhielt Alexander 1648 die Ruine des Schlosses Ringenberg, das er bis 1661 nach niederländischen Vorbildern wiederaufbaute.
1651 wurde er Chef eines Kavallerieregiments. 1654 hatte er Dietrich Karl zu Wylich-Winnenthal, den Führer des Widerstandes gegen den Großen Kurfürsten, gefangen genommen und nach Spandau gebracht. Spaen ging 1655 zur Armee nach Preußen, übernahm das Leibregiment zu Pferde, focht in der Schlacht bei Warschau und kehrte 1656 als Oberst an den Niederrhein zurück. In jenem Jahr war er auch brandenburgischer Rat, Kämmerer und Landdrost des Herzogtums Kleve.
Am 27. Mai 1657 wurde er Kommandant von Kalkar und im darauf folgenden Jahr Generalmajor. Am 25. Mai 1661 wurde er mit all seinen legitimen Nachkommen vom Kaiser in den Reichsfreiherrenstand erhoben. In den Jahren 1672 bis 1679 nahm er an den Feldzügen gegen die Schweden und Franzosen teil. Im Schwedisch-Brandenburgischen Krieg nahm er 1675 unter anderem als Kommandeur des brandenburgischen Truppenkontingents an der Eroberung Bremen-Verdens teil.
Er war bei den Belagerungen von Wesel, Werl, Anklam und Stettin dabei und wurde 1675 Gouverneur von Wesel und Generalleutnant. 1679 wurde er Geheimer Rat und Regierungspräsident von Kleve und Mark sowie am 1. Dezember 1688 Generalfeldzeugmeister. 1689 weilte er als kurbrandenburgischer Gesandter am englischen Hof und nahm dann bis 1691 am Feldzug gegen die Franzosen teil (Belagerung von Bonn, Schlacht von Fleurus). 1690 erhielt er den Oberbefehl über die kurbrandenburgischen Truppen und wurde am 12. März 1691 schließlich Generalfeldmarschall.